# Observatoire de la liberté de la presse, l'éthique et de la déontologie
L'Observatoire de la liberté de la presse, l'éthique et de la déontologie - OLPED est un organe de régulation des médias en Côte d'Ivoire créé le 24 septembre 1995 à Yamoussoukro et composé de 44 membres. Il a pour missions de promouvoir et défendre l'éthique ainsi que la déontologie journalistique, d'assurer la médiation en particulier lorsque les journalistes portent préjudices à des citoyens mais également de promouvoir et défendre la liberté de la presse. L’Olped est la deuxième instance d’autorégulation de la presse dans l’espace francophone, après le Conseil de presse du Québec (CPQ).